# Metal Storm
Metal Storm Limited là một công ty nghiên cứu và phát triển nằm tại Brisbane, Úc.